# Poolbillard-Panamerikameisterschaft
Die Poolbillard-Panamerikameisterschaft (offiziell: Campeonato Panamericano de Pool) ist ein Poolbillard-Wettbewerb, der seit 1999 jährlich vom amerikanischen Billard-Verband CPB ausgetragen wird. Dabei werden die Panamerika-Meister in den Disziplinen 8-Ball, 9-Ball und 10-Ball ermittelt.

## Statistik

### Herren
| Jahr | Austragungsort               | 8-Ball             | 8-Ball            | 9-Ball             | 9-Ball              | 10-Ball            | 10-Ball           |
| Jahr | Austragungsort               | Sieger             | Finalist          | Sieger             | Finalist            | Sieger             | Finalist          |
| ---- | ---------------------------- | ------------------ | ----------------- | ------------------ | ------------------- | ------------------ | ----------------- |
| 1999 | Panama                       | nicht ausgetragen  | nicht ausgetragen | José Luis Perez    | Alexis Morgan       | nicht ausgetragen  | nicht ausgetragen |
| 2000 | Venezuela                    | nicht ausgetragen  | nicht ausgetragen | José Luis Perez    | Luis Miguel Sánchez | nicht ausgetragen  | nicht ausgetragen |
| 2001 | Argentinien                  | nicht ausgetragen  | nicht ausgetragen | Ernesto Domínguez  | Fabio Luersen       | nicht ausgetragen  | nicht ausgetragen |
| 2002 | Aruba                        | nicht ausgetragen  | nicht ausgetragen | Ditto Acosta       | Luis Miguel Sánchez | nicht ausgetragen  | nicht ausgetragen |
| 2003 | Argentinien                  | nicht ausgetragen  | nicht ausgetragen | Jorge Llanos       | Ditto Acosta        | nicht ausgetragen  | nicht ausgetragen |
| 2004 | Aruba Curaçao                | Aaron Franken      | Oscar Aguirre     | Alan Rolon         | Marco Valencia      | nicht ausgetragen  | nicht ausgetragen |
| 2005 | Aruba                        | nicht ausgetragen  | nicht ausgetragen | Alan Rolon         | Enrique Rojas       | nicht ausgetragen  | nicht ausgetragen |
| 2006 | Argentinien                  | nicht ausgetragen  | nicht ausgetragen | Enrique Rojas      | Alejandro Carvajal  | nicht ausgetragen  | nicht ausgetragen |
| 2007 | Guatemala                    | nicht ausgetragen  | nicht ausgetragen | Enrique Rojas      | Alejandro Carvajal  | nicht ausgetragen  | nicht ausgetragen |
| 2008 | Managua                      | nicht ausgetragen  | nicht ausgetragen | Alejandro Carvajal | Jonny Martinez      | nicht ausgetragen  | nicht ausgetragen |
| 2009 | Guatemala-Stadt              | Rubén Bautista     | Juan Mairena      | Ignacio Chávez     | Carlos Castro       | Ignacio Chávez     | Frailin Guanipa   |
| 2010 | Aruba Caracas                | Jalal Yousef       | Frailin Guanipa   | Ignacio Chávez     | Enrique Rojas       | nicht ausgetragen  | nicht ausgetragen |
| 2011 | Guatemala-Stadt Barranquilla | Jalal Yousef       | Juan Mairena      | Christopher Tevez  | Jonny Martinez      | nicht ausgetragen  | nicht ausgetragen |
| 2012 | Managua Panama-Stadt Sucre   | Jorge Llanos       | Ariel Casto       | Jalal Yousef       | Christopher Tevez   | Ariel Casto        | Franklin Martinez |
| 2013 | Argentinien Bonaire          | Jalal Yousef       | Ariel Casto       | Jalal Yousef       | Frailin Guanipa     | Alejandro Carvajal | Jalal Yousef      |
| 2014 | Kolumbien                    | Miguel Jerez       | Gregorio Sánchez  | Christopher Tevez  | Luis Lemus          | Alejandro Carvajal | Enrique Rojas     |
| 2015 | Moreno                       | Ignacio Chávez     | Jorge Llanos      | Christopher Tevez  | Ariel Casto         | Alejandro Carvajal | Gustavo Espinoza  |
| 2016 | San José                     | Alejandro Carvajal | Frailin Guanipa   | Jorge Llanos       | Frailin Guanipa     | Enrique Rojas      | Rubén Bautista    |

### Damen
| Jahr | Austragungsort             | 8-Ball            | 8-Ball            | 9-Ball            | 9-Ball              | 10-Ball           | 10-Ball           |
| Jahr | Austragungsort             | Siegerin          | Finalistin        | Siegerin          | Finalistin          | Siegerin          | Finalistin        |
| ---- | -------------------------- | ----------------- | ----------------- | ----------------- | ------------------- | ----------------- | ----------------- |
| 2002 | Aruba                      | nicht ausgetragen | nicht ausgetragen | Soledad Contreras | Adriana Villar      | nicht ausgetragen | nicht ausgetragen |
| 2003 | Argentinien                | nicht ausgetragen | nicht ausgetragen | Laura Famin       | Adriana Villar      | nicht ausgetragen | nicht ausgetragen |
| 2004 | Curaçao                    | nicht ausgetragen | nicht ausgetragen | Adriana Villar    | Mirjana Grujicic    | nicht ausgetragen | nicht ausgetragen |
| 2005 | Aruba                      | nicht ausgetragen | nicht ausgetragen | Mirjana Grujicic  | Adriana Villar      | nicht ausgetragen | nicht ausgetragen |
| 2006 | Argentinien                | nicht ausgetragen | nicht ausgetragen | Jaqueline Perez   | Mirjana Grujicic    | nicht ausgetragen | nicht ausgetragen |
| 2007 | Guatemala                  | nicht ausgetragen | nicht ausgetragen | Soledad Contreras | Lucrecia Guerrero   | nicht ausgetragen | nicht ausgetragen |
| 2008 | Managua                    | nicht ausgetragen | nicht ausgetragen | Carlynn Sánchez   | Nataly Camacho      | nicht ausgetragen | nicht ausgetragen |
| 2009 | Guatemala-Stadt            | nicht ausgetragen | nicht ausgetragen | Adriana Villar    | Nataly Camacho      | Adriana Villar    | Johanna Espinoza  |
| 2010 | Caracas                    | nicht ausgetragen | nicht ausgetragen | Karen García      | Mirjana Grujicic    | nicht ausgetragen | nicht ausgetragen |
| 2011 | Barranquilla               | nicht ausgetragen | nicht ausgetragen | Karen García      | Gernailys Zimmerman | nicht ausgetragen | nicht ausgetragen |
| 2012 | Managua Panama-Stadt Sucre | Carlynn Sánchez   | Soledad Ayala     | Mirjana Grujicic  | Karen García        | Mirjana Grujicic  | Carlynn Sánchez   |
| 2013 | Argentinien Bonaire        | Mirjana Grujicic  | Carlynn Sánchez   | Adriana Villar    | Johanna Espinoza    | Mirjana Grujicic  | Soledad Ayala     |
| 2014 | Kolumbien                  | Carlynn Sánchez   | Adriana Villar    | Johanna Espinoza  | Carlynn Sánchez     | Andrea Cordona    | Carlynn Sánchez   |
| 2015 | Moreno                     | Soledad Ayala     | Carlynn Sánchez   | Adriana Villar    | Jaqueline Alvarez   | Adriana Villar    | Susana Barrera    |
| 2016 | San José                   | Karen García      | Soledad Ayala     | Jaqueline Perez   | Adriana Villar      | Karen García      | Nataly Camacho    |

### Junioren
| Jahr | Austragungsort | 8-Ball            | 8-Ball             | 9-Ball            | 9-Ball           | 10-Ball           | 10-Ball           |
| Jahr | Austragungsort | Sieger            | Finalist           | Sieger            | Finalist         | Sieger            | Finalist          |
| ---- | -------------- | ----------------- | ------------------ | ----------------- | ---------------- | ----------------- | ----------------- |
| 2005 | Argentinien    | nicht ausgetragen | nicht ausgetragen  | Diego Gomez       | Jonathan Sánchez | nicht ausgetragen | nicht ausgetragen |
| 2006 | Argentinien    | nicht ausgetragen | nicht ausgetragen  | Diego Gomez       | Gerald López     | nicht ausgetragen | nicht ausgetragen |
| 2007 | Guatemala      | nicht ausgetragen | nicht ausgetragen  | Federico Janice   | Diego Gomez      | nicht ausgetragen | nicht ausgetragen |
| 2008 | Managua        | nicht ausgetragen | nicht ausgetragen  | Antony Weber      | Manuel Flores    | nicht ausgetragen | nicht ausgetragen |
| 2009 | Managua        | nicht ausgetragen | nicht ausgetragen  | Christopher Tevez | Jorge Rivera     | Christopher Tevez | Carlos Ñurinda    |
| 2010 | Caracas        | nicht ausgetragen | nicht ausgetragen  | Marcos García     | Ignacio Block    | nicht ausgetragen | nicht ausgetragen |
| 2011 | Honduras       | nicht ausgetragen | nicht ausgetragen  | Jorge Rivera      | Ignacio Block    | Ignacio Block     | Jorge Rivera      |
| 2012 | Panama-Stadt   | nicht ausgetragen | nicht ausgetragen  | Ignacio Block     | Jerry Quintero   | nicht ausgetragen | nicht ausgetragen |
| 2013 | Bonaire        | nicht ausgetragen | nicht ausgetragen  | Gerson Martinez   | Ignacio Block    | nicht ausgetragen | nicht ausgetragen |
| 2014 | Kolumbien      | Jesus Atencio     | Ignacio Block      | Jesus Atencio     | Ignacio Block    | Jesus Atencio     | Ignacio Block     |
| 2015 | Moreno         | Lawrence Arce     | Marnix Abdul       | Jesus Atencio     | Luciano Ayala    | Jesus Atencio     | Sergio Reyes      |
| 2016 | San José       | Shamir Tremus     | Alexander Tapiquen | Jesus Atencio     | Sergio Reyes     | Jesus Atencio     | Andrés Aguilar    |

### Juniorinnen
| Jahr | Austragungsort    | 8-Ball            | 8-Ball            | 9-Ball            | 9-Ball            | 10-Ball           | 10-Ball           |
| Jahr | Austragungsort    | Siegerin          | Finalistin        | Siegerin          | Finalistin        | Siegerin          | Finalistin        |
| ---- | ----------------- | ----------------- | ----------------- | ----------------- | ----------------- | ----------------- | ----------------- |
| 2007 | Guatemala         | nicht ausgetragen | nicht ausgetragen | Karla Fernandez   | Claudia Damiani   | nicht ausgetragen | nicht ausgetragen |
| 2008 | Managua           | nicht ausgetragen | nicht ausgetragen | Neidy Castro      | Karen García      | nicht ausgetragen | nicht ausgetragen |
| 2009 | Managua           | nicht ausgetragen | nicht ausgetragen | Karen García      | Amerindia Tablada | Amerindia Tablada | Karen García      |
| 2010 | Caracas           | nicht ausgetragen | nicht ausgetragen | Karen García      | Fiama Rossati     | nicht ausgetragen | nicht ausgetragen |
| 2011 | Honduras          | nicht ausgetragen | nicht ausgetragen | Karen García      | Diana García      | Karen García      | Jhindri García    |
| 2012 | Panama-Stadt      | nicht ausgetragen | nicht ausgetragen | Karen García      | Jhindri García    | nicht ausgetragen | nicht ausgetragen |
| 2013 | Bonaire           | nicht ausgetragen | nicht ausgetragen | Julieta Block     | Daniela Catalan   | nicht ausgetragen | nicht ausgetragen |
| 2014 | nicht ausgetragen | nicht ausgetragen | nicht ausgetragen | nicht ausgetragen | nicht ausgetragen | nicht ausgetragen | nicht ausgetragen |
| 2015 | Moreno            | Daniela Catalan   | Nashua Juarez     | Karla Bermudez    | Daniela Catalan   | Daniela Catalan   | Karla Bermudez    |
| 2016 | nicht ausgetragen | nicht ausgetragen | nicht ausgetragen | nicht ausgetragen | nicht ausgetragen | nicht ausgetragen | nicht ausgetragen |